# Groupe Deichmann
Pour les articles homonymes, voir Deichmann.
Deichmann SE est un groupe allemand présent dans le secteur de la distribution de chaussures. Le groupe, présent dans 30 pays au travers de différentes enseignes est le plus grand marchand de chaussures au détail en Europe.

## Suisse
Il est représenté en Suisse par les enseignes Ochsner et Dosenbach qui sont regroupées dans la société Dosenbach-Ochsner AG et dont le siège est à Dietikon.

## France
Deichmann est présent en France avec les enseignes Deichmann Chaussures (16 magasins) et Snipes (35 magasins). Le siège social du Groupe se trouve à Saint-Priest. 

## Identité visuelle

Ancien logo.
Logo actuel.